# Lois Geary
Lois Ann Geary (* 25. Juli 1929 in Fort Wayne, Indiana; † 28. Juni 2014 in Santa Fé, New Mexico) war eine US-amerikanische Schauspielerin.

## Leben
Geary lebte in Cincinnati und zog 1961 nach Santa Fé, wo sie sich zu einer festen Größe der Kulturszene entwickelte. Sie trat in zahlreichen örtlichen Bühnenproduktionen auf und übernahm gelegentlich auch in Filmen die Rollen fürsorglicher Mütter und Omas. Daneben setzte sie sich in vielen Projekten für Tierrechte ein.

## Filmografie (Auswahl)
- 1985: Silverado
- 2006: Astronaut Farmer
- 2008: Sunshine Cleaning
- 2009: Doc West – Nobody ist zurück (Doc West)
- 2013: The Last Stand